# Nadvarle
Nadvarle (řecky epididymis) je část rozmnožovací soustavy. Je situováno na vrchol varlete, kde leží na jeho horní a zadní ploše. V hlavě nadvarlete se nachází 8–12 vývodných stočených kanálků, jež se spojují ve vývod nadvarlete (ductus epididymidis). Ten tvoří většinu nadvarlete a jedná se o mnohonásobně stočený kanálek. Kdyby se natáhl, dosáhl by délky 6 metrů.
Nadvarle je zásobárnou spermií, které se zde uchovávají po dobu přibližně dvou týdnů, během kterých spermie dozrávají, získávají schopnost pohybu a schopnost oplodnění vajíčka. V nadvarleti vzniká i hlenovitý sekret, který má význam pro látkovou výměnu spermií. "Do kanálku nadvarlete se dostávají i makrofágy, které přicházejí stěnou kanálku nadvarlete. Nejsou-li nahromaděné spermie odvedeny při ejakulaci, postupně se rozpadají a jsou fagocytovány makrofágy, které se označují jako spermatofágy." Spermie opouštějí nadvarle chámovodem. Nadvarle je nahmatetelné na zadní straně varlete.
Při přiškrcení nadvarlete dochází k umělé sterilitě, často používané jako druh antikoncepce.

## Patologie
- epididymitida – zánět nadvarlete